# Andi Vasluianu
Andrei Vasluianu (n. 23 iunie 1974, București, România) este un actor de film, scenă și voce român. 

## Biografie
Andrei Vasluianu s-a născut în București. A crescut într-o localitate, pe lângă Târgu Jiu, în care locuiau bunicii materni. A cunoscut lumea teatrului prin bunicul patern, care a fost regizor și mai târziu prin trupa de teatru a liceului.
Este absolvent al UNATC, clasa profesoarei Sanda Manu, promoția 1999.
A jucat la Teatrul „Toma Caragiu" din Ploiești.

## Filmografie
- 1997 La amiază
- 2000 Despre oameni și melci
- 2000 București-Wien ora 8:15
- 2002 17 minute întârziere
- 2002 Muncește acum!
- 2002 Turnul din Pisa
- 2002 Furia
- 2003 Zbor deasupra unui cuib de curci
- 2003 Forme aberante
- 2003 Dacă aveți un minut... foarte bine
- 2003 Ideile bune vin de sus
- 2003 Tancul
- 2004 Sex Traffic
- 2004 This is a makebelieve
- 2004 Estul sălbatic
- 2004 Trafic
- 2004 Milionari de weekend
- 2005 Întâlnire scurtă
- 2005 Un caz de dispariție
- 2005 Un pod plin cu jucării stricate
- 2005 Băieți buni (Serial TV)
- 2005 Peștera
- 2006 Vineri în jur de 11
- 2006 Eu și cu mine
- 2006 Inocența furată
- 2006 Dușmanul din casă
- 2006 Marilena de la P7
- 2006 Hârtia va fi albastră
- 2006 Offset cu Alexandra Maria Lara
- 2007 Tinerețe fără tinerețe cu Alexandra Maria Lara
- 2007 California Dreamin' (film naterminat)
- 2008 WebCamGame
- 2008 Serviciul omoruri
- 2008 Schimb valutar
- 2008 Petrecere fără punct
- 2008 Contra timp
- 2009 Weekend cu mama
- 2009 Cea mai fericită fată din lume
- 2009 Portretul luptătorului la tinerețe
- 2009 Călătoria lui Gruber
- 2009 Cealaltă Irina
- 2009 Europolis
- 2009 Întâlniri încrucișate
- 2010 Oul de cuc
- 2012 Minte-mă frumos
- 2014 Rămâi cu mine
- 2016 Două lozuri
- 2017 Hawaii
- 2018 Moromeții 2
- 2018 Hackerville
- 2019 Profu'
- 2021 Babardeală cu bucluc sau porno balamuc

## Interviuri
- Andi Vasluianu :„Vreau să devin un reper valoric“, 16 decembrie 2009, Ruxandra Grecu, Adevărul
- Andi Vasluianu, actor: „Avem un mare dușman în prezent: televizorul“, 25 aprilie 2011, Sînziana Boaru, Adevărul
- Andi Vasluianu: „Miroase a crimă oribilă!“, 27 ianuarie 2012, Dan Boicea, Adevărul
- Andi Vasluianu: „Joc mai întâi pentru mine. Nu e vorba de egoism“, 29 aprilie 2013, Adina Scorțescu, Ziarul Metropolis
- Noi vedete ale filmului romanesc - Andi Vasluianu, Dia Radu, Formula AS - anul 2008, numărul 837
- Despre dragoste, cu - ANDI VASLUIANU, Dia Radu, Formula AS - anul 2011, numărul 970